# RGBE
L'RGBE è un formato di immagine digitale inventato da Greg Ward Larson. Immagazzina i pixel usando un byte per ciascuno dei tre colori fondamentali della codifica RGB (rosso, verde e blu, RED, GREEN, and BLUE in inglese), e un ulteriore byte per un esponente condiviso. In totale quattro bytes per pixel.
Il principale vantaggio del formato RGBE è il fatto di rappresentare l'informazione luminosa con un'estensione e una precisione maggiore rispetto ai formati tradizionali. Molto spesso, infatti, le situazioni di luce reali di una scena hanno una scala cromatica che non può essere espressa con i valori 0-255 per ognuno dei tre colori dei formati standard a 24 bit. Ciò risulta normalmente in pixel "bruciati" dove la luminosità è maggiore, oppure in pixel scuri e indistinti dove la luminosità è minore. Utilizzando un esponente condiviso si ottengono alcuni dei vantaggi dei valori in virgola mobile senza i 12 byte per pixel necessari per la singola precisione IEEE in virgola mobile o i 6 byte per la mezza precisione (che comunque coprirebbe un intervallo di luminosità più piccolo).
L'uso di un esponente condiviso permette quindi al formato RGBE di maneggiare pixel molto luminosi senza perdita di precisione per quelli più scuri con un piccolo aumento di dimensione.
Una seconda variante del formato utilizza il modello di colore XYZ con un esponente condiviso. Il tipo mime e l'estensione del file è identico, quindi le applicazioni che leggono questo formato di file devono interpretare le informazioni incorporate sul modello di colore utilizzato.
Greg Ward fornisce il codice per gestire file in formato RGBE nel suo rendering system, Radiance.